# 無声歯摩擦音
無声歯摩擦音（むせい は まさつおん）は、子音の種類の一つ。舌端と歯で隙間を作り、そこに空気を通して生じる摩擦の音。国際音声記号では[θ]と表記される。
記号はギリシャ文字のシータの小文字に由来する。

## 特徴
気流の起こし手肺臓気流機構によって生じる呼気
発声声帯の振動を伴わない無声音
調音
調音位置舌端と歯による歯音
調音方法
口腔内の気流舌の中央を気流が通る中線音
調音器官の接近度隙間を作って空気が通りにくくし、そこに気流を通すことで生じる摩擦音
口蓋帆の位置口蓋帆を持ち上げて鼻腔への通路を塞いだ口音

## 言語例
有声歯摩擦音[ð]とともに、この音を独立した音素としてもつ言語は多くない。
- アイスランド語 - þ
- アラビア語 - ث
- アルバニア語 - th
- ウェールズ語 - th
- 英語 - th
- ギリシャ語 - θ
- スペイン語（ceceo） - z, c+i,e
中南米では[s]と発音（seseo)
- スワヒリ語 - th
- バシキール語 - ҫ
- トルクメン語 - s

他の言語に借用された時は、無声歯茎閉鎖音[t]や、無声歯茎摩擦音[s]、無声唇歯摩擦音[f]で代用されることが多い。話者によっては、これらの発音の異音として認識され用いられることはある。ほか、英語由来の仮名表記ではさ行で転写することが主流である。